# 南浦街道 (温州市)
南浦街道，中国浙江省温州市鹿城区下辖的一个街道。

## 辖区
该街道辖有：	蔷薇居委会、迎春居委会、柳园居委会、清风居委会、龙方居委会、南塘居委会、上吕浦居委会、下吕浦居委会、宏景居委会、春秋居委会、文苑居委会、宏兴居委会、富荣居委会、温迪居委会、献华居委会、鱼鳞浃居委会、鱼鳞浃村、南塘村、灯塔村。